# Regeringen Atli Dam V
Atli Dams femte regering var Færøernes regering fra den 5. april 1988 til den 18. januar 1989. Den var en centrum-venstrekoalition mellem Javnaðarflokkurin (JF), Tjóðveldisflokkurin (TF), Sjálvstýrisflokkurin (SF) og Framsóknarflokkurin (FrF), ledet af Atli Dam (JF). 
|                                               | Minister           | Parti | Fra           | Til             |
| --------------------------------------------- | ------------------ | ----- | ------------- | --------------- |
| Lagmand                                       | Atli Dam           | JF    | 5. april 1988 | 18. januar 1989 |
| Vicelagmand                                   | Jógvan Durhuus     | TF    | 5. april 1988 | 18. januar 1989 |
| Ministerium                                   | Minister           | Parti | Fra           | Til             |
| Landbrugs-, skole- og sundhedsministeriet     | Jógvan Durhuus     | TF    | 5. april 1988 | 18. januar 1989 |
| Industri- og erhvervsministeriet              | Vilhelm Johannesen | JF    | 5. april 1988 | 18. januar 1989 |
| Finans-, økonomi- og miljøministeriet         | Jóngerð Purkhús    | TF    | 5. april 1988 | 18. januar 1989 |
| Kultur-, kommunikations- og trafikministeriet | Lasse Klein        | SF    | 5. april 1988 | 18. januar 1989 |
| Social- og kommunalministeriet                | Karolina Petersen  | FrF   | 5. april 1988 | 18. januar 1989 |

## Eksterne links
- Lagmænd og regeringer siden 1948 Arkiveret 6. oktober 2014 hos  Wayback Machine

| Portal | Portal:Færøerne |